# Хаузен-ам-Буссен
Хаузен-ам-Буссен (нем. Hausen am Bussen) — община в Германии, в земле Баден-Вюртемберг. 
Подчиняется административному округу Тюбинген. Входит в состав района Альб-Дунай.  Население составляет 275 человек (на 31 декабря 2010 года). Занимает площадь 3,52 км².